# Rommel (D 187)
O Rommel foi um contratorpedeiro operado pela Marinha Alemã e a terceira e última embarcação da classe Lütjens. Seu nome é em honra do Generalfeldmarschall Erwin Rommel, um antigo comandante do exército alemão que serviu a Alemanha com distinção durante a Segunda Guerra Mundial.